# Lubawka (przystanek kolejowy)
Lubawka – stacja kolejowa w Lubawce, w województwie dolnośląskim, w Polsce. Stacja graniczna prowadząca dalej przez byłe przejście graniczne Lubawka - Kralovec do czeskiego Trutnova.

## Ruch pasażerski
| Rok  | Wymiana pasażerska na dobę |
| ---- | -------------------------- |
| 2017 | 10-19                      |
| 2022 | 100-149                    |

## Połączenia
Wg stanu na wrzesień 2023 roku połączenia (6 par dziennie) obsługuje GW Train Regio na zlecenie spółki Koleje Dolnośląskie. W pociągach obowiązuje taryfa KD.